# دنی رو
دنی رو (انگلیسی: Dani Rowe؛ زادهٔ ۲۱ نوامبر ۱۹۹۰) دوچرخه‌سوار اهل بریتانیا است.
وی در مسابقات کشوری و بین‌المللی در مجموع برندهٔ ۶ مدال طلا، ۱ مدال نقره، ۲ مدال برنز شده‌است.